# Роберт Тумс
Роберт Огастус Тумс (енгл. Robert Augustus Toombs; Вашингтон, 2. јул 1810 — Вашингтон, 15. децембар 1885) био је амерички политичар и први државни секретар Конфедерације.
Тумс је од 1830. радио као правник и изабран је 1844. за члана Представничког дома из Демократске странке. Године 1850. постао је члан Сената у његовој родној држави Џорџији. Након избора Абрахама Линколна у новембру 1860. године, дао је оставку на место сенатора. Био је један од кандидата за председника Конфедерације, али је изабран Џеферсон Дејвис. У влади Конфедерације преузео је дужност државног секретара. Једини у влади који је био против напада на утврђење Форт Самтер. Након пет месеци, поднео је оставку због неслагања са председником Дејвисом.
Затим је био унапређен у чин бригадног генерала, иако је истовремено остао део Конгреса Конфедерације Америчких Држава. Показао се као вешт војсковођа, али је имао и проблема са алкохолом. Учествовао је у бици код Ентитама у септембру 1862, где је рањен. У марту 1863. демобилисан је, вратио се у Џорџију и постао оштар критичар политике председника Дејвиса. Крајем 1863. Тубс се вратио у војску. Након рата, побегао је преко Њу Орлеанса до Кубе, а касније у Париз. Вратио се 1867. у Џорџију, одузето му је држављанство које му никада није враћено. До краја живота остао је ватрени присталица идеологије Конфедерације. Умро је 1885.